# Dobrotitj
Dobrotitj (bulgariska: Добротич) är ett distrikt i Bulgarien.   Det ligger i kommunen Obsjtina Văltjidol och regionen Oblast Varna, i den östra delen av landet, 300 km öster om huvudstaden Sofia.
Trakten runt Dobrotitj består till största delen av jordbruksmark. Runt Dobrotitj är det ganska glesbefolkat, med 45 invånare per kvadratkilometer.